# Campionati del mondo di ciclismo su strada 2006 - Gara in linea maschile Elite
La gara in linea Uomini Elite dei Campionati del mondo di ciclismo su strada 2006 fu corsa il 24 settembre 2006 a Salisburgo, Austria, per un percorso totale di 265,2 km. Venne vinta dall'italiano Paolo Bettini, che terminò la gara in 6h15'36".

## Percorso
Le gare in linea si svolgevano invece lungo un circuito di 22,2 km intorno a Salisburgo; il punto più settentrionale era l'abitato di Elixhausen: lì era situato anche il punto più alto, 547 m s.l.m. Partenza e arrivo erano in Mirabellplatz. Il percorso della competizione maschile Elite prevedeva dodici giri (per un totale di 265,2 km), con salite per 2796 metri di dislivello complessivo.

## Squadre e corridori partecipanti
| N.      | Cod. | Squadra         |
| ------- | ---- | --------------- |
| 1-9     | BEL  | Belgio          |
| 10-18   | ESP  | Spagna          |
| 19-27   | FRA  | Francia         |
| 28      | SWE  | Svezia          |
| 29-33   | BRA  | Brasile         |
| 34-36   | DEN  | Danimarca       |
| 37-45   | RUS  | Russia          |
| 46-54   | GER  | Germania        |
| 55-63   | SUI  | Svizzera        |
| 64-69   | SLO  | Slovenia        |
| 70-78   | ITA  | Italia          |
| 79-87   | NED  | Paesi Bassi     |
| 88-90   | KAZ  | Kazakhistan     |
| 91-99   | USA  | Stati Uniti     |
| 100-102 | BLR  | Bielorussia     |
| 103-111 | AUS  | Australia       |
| 112-117 | AUT  | Austria         |
| 118-119 | ARG  | Argentina       |
| 120-122 | CRO  | Croazia         |
| 123-128 | CZE  | Repubblica Ceca |
| 129-131 | GBR  | Gran Bretagna   |

| N.      | Cod. | Squadra      |
| ------- | ---- | ------------ |
| 132-137 | UKR  | Ukraina      |
| 138-143 | SVK  | Slovacchia   |
| 144-149 | POL  | Polonia      |
| 150-155 | RSA  | Sud Africa   |
| 156-158 | IRL  | Irlanda      |
| 159     | CAN  | Canada       |
| 160-165 | POR  | Portogallo   |
| 166-171 | COL  | Colombia     |
| 172-174 | NOR  | Norvegia     |
| 175-176 | LAT  | Lettonia     |
| 177     | LUX  | Lussemburgo  |
| 178-180 | JPN  | Giappone     |
| 181-183 | VEN  | Venezuela    |
| 184     | LTU  | Lituania     |
| 185-187 | BUL  | Bulgaria     |
| 188-190 | EST  | Estonia      |
| 191     | FIN  | Finlandia    |
| 192     | HUN  | Ungheria     |
| 193-195 | BFA  | Burkina Faso |
| 196-197 | MEX  | Messico      |
| 198     | CRC  | Costa Rica   |

## Resoconto degli eventi
Pochi chilometri dopo il via, il venezuelano José Antonio Ramos lanciò il primo attacco, che fu tuttavia riassorbito dal gruppo ai piedi della prima ascesa, il Rennerberg. Lungo l'ascesa del Gschaiderberg fu quindi il colombiano Alex Cano a staccarsi dal gruppo di testa, con il solo Tyler Farrar lanciato al suo inseguimento. Al termine del primo giro, Cano aveva un vantaggio di 35" su Farrar e quasi due minuti sul gruppo. Solo lungo la seconda ascesa del Rennerberg un gruppetto, che divenne via via più sostanzioso, si portò all'inseguimento dei battistrada e raggiunse Farrar lungo la discesa. Sul traguardo il gruppo distava più di 4 minuti, mentre Cano solo un minuto (il colombiano venne raggiunto al nuovo passaggio sul Rennerberg).
Durante il quinto giro il vantaggio dei fuggitivi salì a 15 minuti, costringendo il gruppo a organizzarsi per ricucire lo svantaggio: con austriaci e belgi in testa a tirare, il distacco scese a 7'50" al termine del sesto giro. Annullato un tentativo lanciato dagli italiani nel settimo giro, il vantaggio dei battistrada scese al traguardo a 4'40" e diminuì ulteriormente nella tornata successiva, portando il gruppo a soli 2'30". Al nono passaggio sul Gschaiderberg, l'attacco di Luca Paolini e Juan Antonio Flecha annullò il vantaggio dei fuggitivi e fu seguito da un secondo attacco, lanciato dallo svizzero Fabian Cancellara lungo la discesa. All'inizio del decimo giro, in testa alla corsa si era formato un gruppetto di 25 corridori, con un vantaggio di 40 secondi sul gruppo. Spagnoli, belgi e olandesi riuscirono però ad annullare anche questo tentativo.
Negli ultimi due giri furono vanificati diversi ulteriori tentativi di attacco e il gruppo arrivò compatto fino all'ultima curva, quando riuscirono ad avvantaggiarsi Paolo Bettini, Alejandro Valverde, Samuel Sánchez ed Erik Zabel. Sánchez lanciò nel migliore dei modi la volata al compagno Valverde, ma fu Bettini ad aggiudicarsi la vittoria. Robbie McEwen vinse la volata per il quinto posto.

## Ordine d'arrivo (Top 10)
| Pos. | Corridore          | Squadra   | Tempo    |
| ---- | ------------------ | --------- | -------- |
| 1    | Paolo Bettini      | Italia    | 6h15'36" |
| 2    | Erik Zabel         | Germania  | s.t.     |
| 3    | Alejandro Valverde | Spagna    | s.t.     |
| 4    | Samuel Sánchez     | Spagna    | a 2"     |
| 5    | Robbie McEwen      | Australia | s.t.     |
| 6    | Stuart O'Grady     | Australia | s.t.     |
| 7    | Uroš Murn          | Slovenia  | s.t.     |
| 8    | Aleksandr Bočarov  | Russia    | s.t.     |
| 9    | Tom Boonen         | Belgio    | s.t.     |
| 10   | Vladimir Gusev     | Russia    | s.t.     |